# Trichoderma virens
Trichodérma vírens (лат.) — вид грибов-аскомицетов, относящийся к роду триходерма (Trichoderma) семейства гипокрейные (Hypocreaceae). Ранее это название использовалось только для обозначения анаморфной стадии гриба, а телеоморфа именовалась Hypócrea vírens.
Конидии часто образуют единую слизистую массу на прижатых друг к другу фиалидах, собранных на концах веточек конидиеносцев.

## Описание
Колонии на агаре с 2 % солодовым экстрактом на четвёртые сутки 6—7 см в диаметре. Реверс непигментированный или со временем приобретающий жёлтый или коричневатый оттенок. Запах не выражен. Конидиальное спороношение распространённое по всему воздушному мицелию либо сконцентрировано в небольших голубовато-зелёных подушечках, постепенно распространяющееся.
Конидиеносцы неправильно рыхлоразветвлённые, с прижатыми и оттопыренными веточками. Фиалиды прижатые, собраны в мутовки по 2—6, изредка также одиночные в узлах ветвления, 4,5—13 × 2,8—5,5 мкм, фляговидные, на гифах воздушного мицелия — более узкие и длинные, до 20 мкм. Конидии тёмно-зелёные, широкоэллипсоидальные до яйцевидных, 3,5—6 × 2,8—4,1 мкм, практически гладкостенные, часто образующие единую слизистую массу на концах конидиеносцев.
Телеоморфа образует светло-жёлтые подушковидные стромы 0,8—1 мм в диаметре, с зеленоватыми отверстиями перитециев. Аскоспоры тёмно-зелёные, бородавчатые, двуклеточные, быстро распадающиеся на несколько неравные клетки.

## Экология и значение
Телеоморфа известна только из Индианы (США), где обнаружена на разлагающейся древесине среди гиф других грибов. Анаморфа распространена повсеместно, в почве, на гниющей древесине, в качестве микотрофа.

## Таксономия
Trichoderma virens (J.H.Mill., Giddens & A.A.Foster) Arx, Nova Hedwigia, Beih. 87: 288 (1987). — Gliocladium virens J.H.Mill., Giddens & A.A.Foster, Mycologia 49: 792 (1957).